# 维斯塔尔
维斯塔尔是德国巴伐利亚州的一个市镇。总面积9.24平方公里，总人口1372人，其中男性677人，女性695人（2011年12月31日），人口密度148人/平方公里。